# Alcalá de Guadaíra
Alcalá de Guadaíra är en kommun och stad i provinsen Sevilla, som är en del av regionen Andalusien i södra Spanien. Den är en sydostlig förort till Sevilla, och folkmängden uppgår till cirka 70 000 invånare.